# Редлихс, Кришьянис
Кришьянис Редлихс (латыш. Krišjānis Rēdlihs; 15 февраля 1981, Рига, Латвийская ССР, СССР) — латвийский хоккеист, защитник. Воспитанник рижского хоккея. Брат Микелиса Редлихса и Екабса Редлихса. В настоящее время является игроком клуба «МОГО», выступающего в Латвийской хоккейной лиге.

## Карьера
Кришьянис Редлихс начал свою карьеру, играя за ХК Лиепаяс Металургс в Латвийской хоккейной лиге. В 2002 году был вызван в национальную сборную Латвии по хоккею на Чемпионат Мира 2002. После Чемпионата Мира, в 2002 году на Драфте НХЛ, был выбран Нью-Джерси Девилз, в 5-м туре, под общим 154 номером. Он играл за Олбани Ривер Рэтс в АХЛ. Он играл за сборную Латвии в трех национальных чемпионатах мира и зимних Олимпийских играх 2006 в Турине. В 2021 году завершил карьеру в сборной Латвии.

## Достижения
- Обладатель Кубка Надежды 2013 года в составе «Динамо Рига».
- Приз «Джентльмен на льду» 2011/2012